# Harrington & Richardson T223
A HK33 licenciája alapján a Harrington & Richardson cég gyártotta.A US Navy SEALs használta az 1960-as években a vietnámi háborúban, később pedig SWAT teamek.